# Veliki Snežnik
Veliki Snežnik je s 1796 mnm najvišji vrh kraške planote Snežnik. Na njem se nahaja planinska koča Koča Draga Karolina na Velikem Snežniku. Sosednji vrh Velikega Snežnika je Mali Snežnik, od katerega ga loči sedlo. Snežnik je najvišja nealpska gora v Sloveniji.